# Sazilly
Sazilly is een gemeente in het Franse departement Indre-et-Loire (regio Centre-Val de Loire) en telt 241 inwoners (2005). De plaats maakt deel uit van het arrondissement Chinon.

## Geografie
De oppervlakte van Sazilly bedraagt 10,6 km², de bevolkingsdichtheid is 22,7 inwoners per km².
De oude dorpskern nabij de rivier de Vienne heeft aan belang ingeboet ten voordele van de departementsweg D760.
De onderstaande kaart toont de ligging van Sazilly met de belangrijkste infrastructuur en aangrenzende gemeenten.

## Demografie
Onderstaande figuur toont het verloop van het inwonertal (bron: INSEE-tellingen).

## Bezienswaardigheid

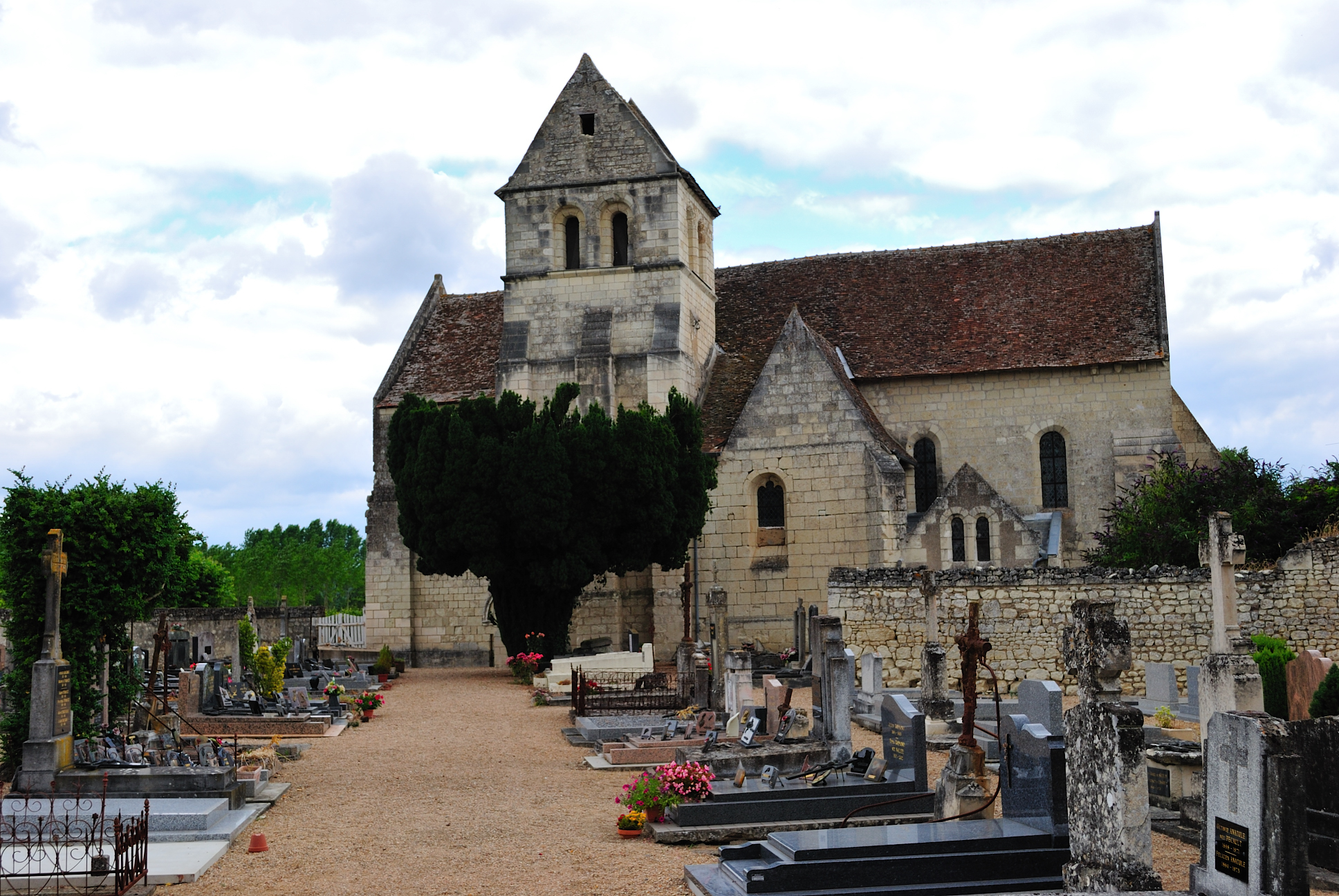
Sint-Hilariuskerk